# Чака (Румунія)
Чака (рум. Ceaca) — село у повіті Селаж в Румунії. Входить до складу комуни Залха.
Село розташоване на відстані 364 км на північний захід від Бухареста, 38 км на схід від Залеу, 46 км на північ від Клуж-Напоки.

## Населення
За даними перепису населення 2002 року у селі проживали 294 особи, з них 291 особа (99,0%) румунів. Рідною мовою 291 особа (99,0%) назвала румунську.